# Tên người Ê Đê
Tên người Ê Đê được theo cấu trúc tên trước, họ sau.
Nguyên thủy xa xưa, người Ê Đê (Radaya) cũng như nhiều tộc người khác trên thế giới, không có họ riêng. Thông thường họ dùng từ Dam (nghĩa là Chàng) để đệm cho Nam giới như Dam Săn, Dam Điêt, Dam Bhu, Dam Păr Kuê, Dam Yi, Dam Rông, Dam Jŭ... và Hơbia (nghĩa là Nàng) để đệm cho Nữ giới như HơBia Blao, HơBia Jŭ, HơBia Drah Hjan.
Như hầu hết dân tộc trên thế giới, họ của người Ê Đê cũng hình thành từ sự phân rã các bộ tộc. Ở thời kỳ hiện đại, họ của người Ê Đê có liên quan mật thiết với họ của người J'rai do quá trình gắn bó mật thiết lâu đời của 2 dân tộc này như Niê (Nai, Nay), Buôn Yă, B.Yă (Kpă), Mlô (R'), Êban (Rhlan, Rbăm), Ksơr (Ksor), Êčăm (Rčăm, Rčom), Kbuôr (Puih, Kpuih, Kbor), Adrơ̆ng (Ajrơ̆ng)…
Ngày nay, người Ê Đê đã hình thành rất nhiều họ khác nhau, tuy nhiên, có 2 dòng họ chính là Niê và Mlô, cùng nhiều phân họ kép hình thành từ 2 dòng họ này. Người Ê Đê cũng là tộc người duy nhất ở Việt Nam đặt tên theo cấu trúc tên trước, họ sau, có thể là kết quả ảnh hưởng của văn hóa Pháp.
Người Ê Đê thường đặt tên theo cấu trúc như sau:
Với Nữ giới, người Ê-đê sẽ đệm chữ "H'", bắt nguồn từ chữ "Hubaya sri devi" trong tiếng Phạn Ấn Độ có nghĩa là "các Nàng", sau này rút âm gọn thành "Hơ-Bia" để chỉ các phụ nữ có địa vị cao sang chưa kết hôn, Chữ "Hơ Bia" sau này được Y Jut và Y Ut viết gọn thành "H'" để đệm cho tên nữ Ê-Đê như là một điều bẳt buộc.
| “ | H'(tên đệm) + Tên + Họ | ” |

Ví dụ như: H'Maryam Niê, H'Či Êban.
Với Nam giới: Vào đầu thế kỷ 20, Y Jut đã tiến hành cải cách lối đặt đệm tên họ cho người Ê Đê bằng cách dùng chữ cái đầu là chữ "Y-", là danh xưng Thượng đế Y-HWH (Thiên Chúa Giê-Hô-Va hay Gia-Vê), để đệm tên lót cho tất cả người nam, thay thế hẳn lối đặt tên chịu ảnh hưởng từ phong kiến Champa và Java (Indonesia) mang nhiều màu sắc phân biệt thứ bậc, tuổi tác, địa vị rườm rà phức tạp (Dam, Hbia, Ama, Aê, Yă, Aduôn, Pô...). Hầu hết ngày nay, nam giới Ê Đê đều đệm chữ cái "Y-" từ chữ "YHWH" theo cấu trúc "(Y-)+(tên gọi) +(họ) như là một điều bắt buộc cho mọi nam giới người Ê Đê mang ý nghĩa như là đứa con của Yàng (Anak Yang Adiê).
| “ | Y-(tên đệm) + Tên + Họ | ” |

Ví dụ như: Y-Dam Săn Mlô, Y-Arol Êčăm, Y Dam Rông Buôndăp, Y-Dam Thih Hdruê. 
.

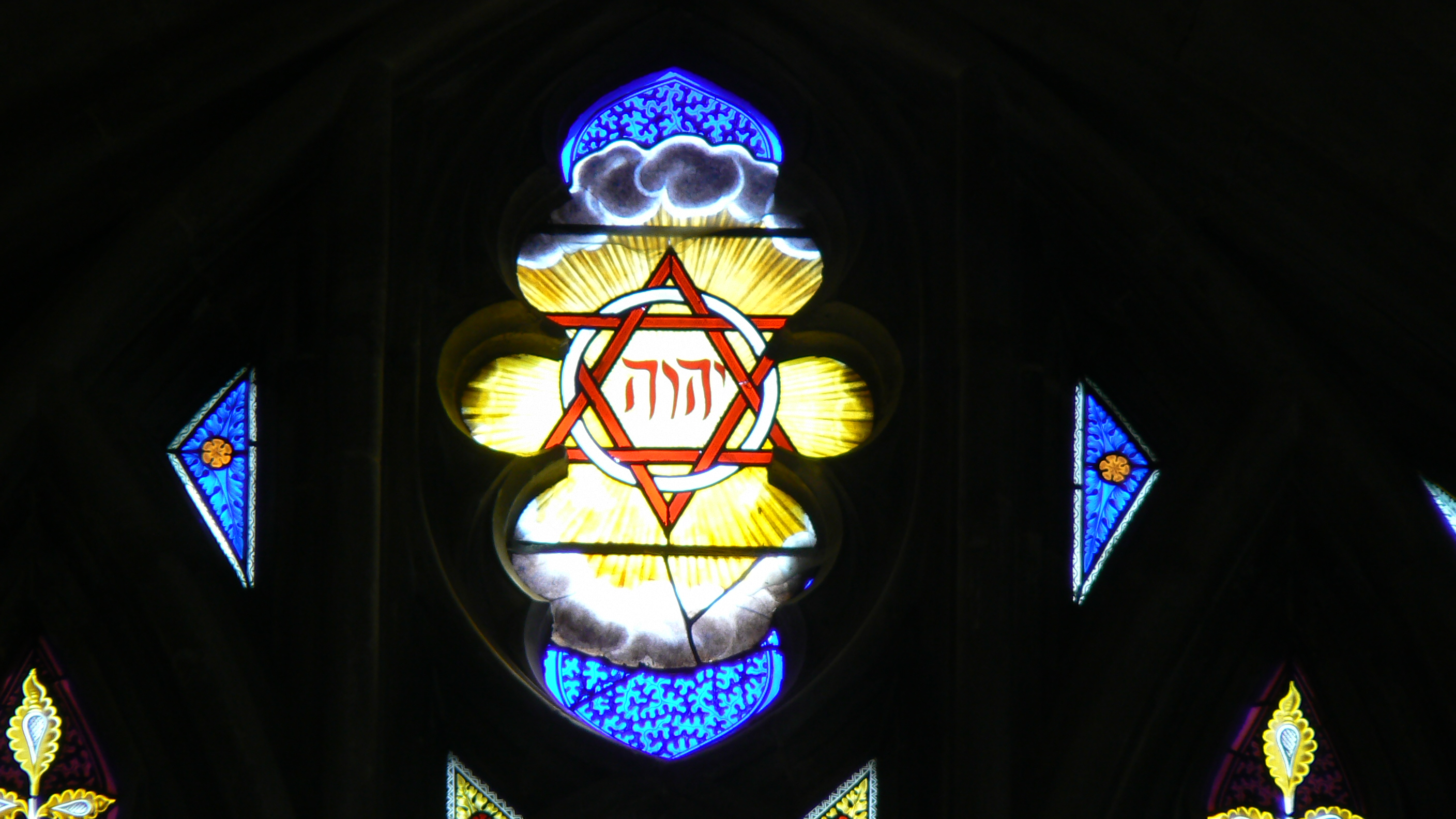
Ký họa danh xưng Thượng đế Y-HWH (AÊ-DIÊ) bằng chữ Do Thái Hebrew

Tuy nhiên, ngày nay người Ê Đê chịu ảnh hưởng nhiều từ văn hóa Đạo Tin Lành, nên việc sử dụng tên Thánh đã hoàn toàn chiếm ưu thế so với cách đặt tên theo truyền thống xưa.
Các tên Thánh để đặt tên theo tiếng Ê Đê.
| - Y-Abba - Y-Abel - Y-Abraham - Y-Abram - Y-Adam - Y-Arat - Y-Aminadap - Y-Arol - Y-Atah - Y-Banabas - Y-Bel - Y-Ben |  | - Y-Brahim - Y-Buni - Y-Daniel - Y-Dăwit - Y-Ênŏk - Y-Jeremi - Y-Lŭk - Y-Maraki - Y-Marakos - Y-Mathiơ - Y-Mičĕk - Y-Moih |  | - Y-Nab - Y-Nehemi - Y-Petros - Y-Phierơ - Y-Sačê - Y-Samuel - Y-Tesolinika - Y-Tid - Y-Yôhan - Y-Yôsep - Y-Yôsuê |

Ðối với tên Nữ
- H'Mari
- H'Rut
- H'Ðêbora
- H'Madalen
- H'Maryam
- H'Rêbeka
- H'Ê-Wa
- H'An-na

Bên cạnh đó, một bộ phận không nhỏ người Ê Đê vẫn duy trì việc đặt tên theo nhân vật trong các tác phẩm sử thi như H'Bia, H'Ñĭ, H'Bhĭ, Y-Dam Săn, Y-Dam Yi, Y-Dam Rông,...